# Че-2
Че-2, первоначальное наименование МДР-6 (морской дальний разведчик) — советская летающая лодка, двухмоторный моноплан. Имела съёмное колесное шасси, позволяющее базироваться на берегу. Создана в ОКБ-45 под руководством И. В. Четверикова, совершив первый полёт летом 1937 года.
Выпуск серийных МДР-6 начался в 1940 г. на заводе № 31 в Таганроге (первая серийная машина прошла государственные испытания в сентябре 1940 г.). В связи с переводом завода на выпуск ЛаГГ-3, весной 1941 года производство было передано на завод № 30. Однако уже в октябре предприятие было вынуждено отправиться в эвакуацию. Его вывезли в Чкаловск Горьковской области, но там не оказалось свободных производственных площадей. В мае 1942 года то, что осталось от расформированного завода № 30, вернули на прежнее место расположения. Теперь он стал именоваться опытным заводом морского самолетостроения № 458. Из имеющегося задела до конца года там собрали последние 5 самолетов.
| Производитель     | 1940 | 1941 | 1942 | Всего |
| ----------------- | ---- | ---- | ---- | ----- |
| № 31 (Таганрог)   | 13   | 4    |      | 17    |
| № 30 (Иваньково)  |      | 21   |      | 21    |
| № 458 (Иваньково) |      |      | 5    | 5     |
| Всего             | 13   | 25   | 5    | 43    |

| Производитель    | 1 | 4 | 6 | 7 | 8 | 9 | 10 | Всего |
| ---------------- | - | - | - | - | - | - | -- | ----- |
| № 31 (Таганрог)  | 4 |   |   |   |   |   |    | 4     |
| № 30 (Иваньково) |   | 5 | 1 | 3 | 5 | 6 | 1  | 21    |

## Боевое применение
Использовались в составе всех 4-х флотов с конца 1940 по 1946 годы.
Доктор военно-морских наук, дважды Герой Советского Союза Раков В. И. писал о своём опыте пилотирования: "Более своеобразным оказался отечественный гидросамолет «ЧЕ-2» конструкции Четверикова. Безусловно хороший по своим качествам, он был несколько капризен на посадке. Сажать его сразу на три точки, как на сухопутном аэродроме (на морских аэродромах три точки принимались условно), было нельзя: задевая хвостом воду, он после этого сильно «плюхался» реданом. Получалась посадка с «подвесом», хотя и на минимальной посадочной скорости. Самолет требовалось сажать почти на скорости, выбрав из угла и лишь немного приспустив хвост. При посадке же на волну, а еще хуже — на накат, металлический самолет испытывал такие частые и звучные удары, что казалось, будто несешься не по воде, а по гребням ухабистой дороги, которая вымощена здоровенными булыжниками. Эти как будто скользящие, а на самом деле сильные удары очень неблагоприятно действовали на днище лодки".

## Сохранившиеся экземпляры
До недавнего времени считалось, что ни один из Че-2 не сохранился. Однако в 2022 году в экспозиции «Авиация» Музея УГМК, в Верхней Пышме, появился вполне неплохо сохранившийся комплект обломков самолета Че-2, найденный поисковиками. Он включает в себя носовую и хвостовую части фюзеляжа, двигатели и плоскости.